# Polygala forbesii
Polygala forbesii är en jungfrulinsväxtart som beskrevs av Chod.. Polygala forbesii ingår i släktet jungfrulinssläktet, och familjen jungfrulinsväxter. Inga underarter finns listade i Catalogue of Life.